# تشانغ شين شنغ
تشانغ شين شنغ (بالصينية: 章新胜) ، هو سياسي صيني. وهو نائب وزير سابق في وزارة التعليم بجمهورية الصين الشعبية ، ونائب رئيس اللجنة الأولمبية الصينية ورئيس الاتحاد الدولي لحفظ الطبيعة . 
ولد تشانغ في مقاطعة شويانج، سوتشيان، جيانغسو في نوفمبر تشرين الثاني 1948.
1974-1977، درس تشانغ اللغة الإنجليزية والأدب في قسم اللغات الأجنبية بجامعة هانغتشو ( جامعة تشجيانغ حاليًا). 1977-1979، شغل منصب مسؤول ومترجم (الإنجليزية-الصينية) في مكتب الشؤون الخارجية لحكومة مقاطعة جيانغسو.
1980-198، درس تشانغ في جامعة كولورادو بالولايات المتحدة كطالب دراسات عليا. 1982-1985، كان نائب مدير مكتب السياحة في حكومة مقاطعة جيانغسو. 1986-1989، كان نائب مدير الإدارة الوطنية للسياحة، جمهورية الصين الشعبية .
1989-1997، شغل منصب رئيس بلدية مدينة سوتشو. 1998-2000، كان طالب دراسات عليا في جامعة هارفارد بالولايات المتحدة الأمريكية، وحصل على درجة الماجستير (تخصص في تخطيط المدن). 2001 - حتى الآن، هو نائب وزير وزارة التربية والتعليم، جمهورية الصين الشعبية. 2004 إلى الوقت الحاضر، هو نائب رئيس اللجنة الأولمبية الصينية، بكين. 
في 24 أكتوبر 2005، أصبح تشانغ رئيسًا للمجلس التنفيذي لليونسكو.  في عام 2007، أعيد انتخاب تشانغ كنائب لرئيس الاتحاد الدولي للرياضة الجامعية (FISU).  في عام 2012، تم انتخابه رئيسًا لـ IUCN، الاتحاد الدولي لحفظ الطبيعة. 

## روابط خارجية
- ChinaVitae - تشانغ شين شنغ
- انتخب تشانغ شين شنغ (الصين) رئيساً للمجلس التنفيذي لليونسكو (بما في ذلك سيرته الذاتية القصيرة)